# Polskie teatry operowe

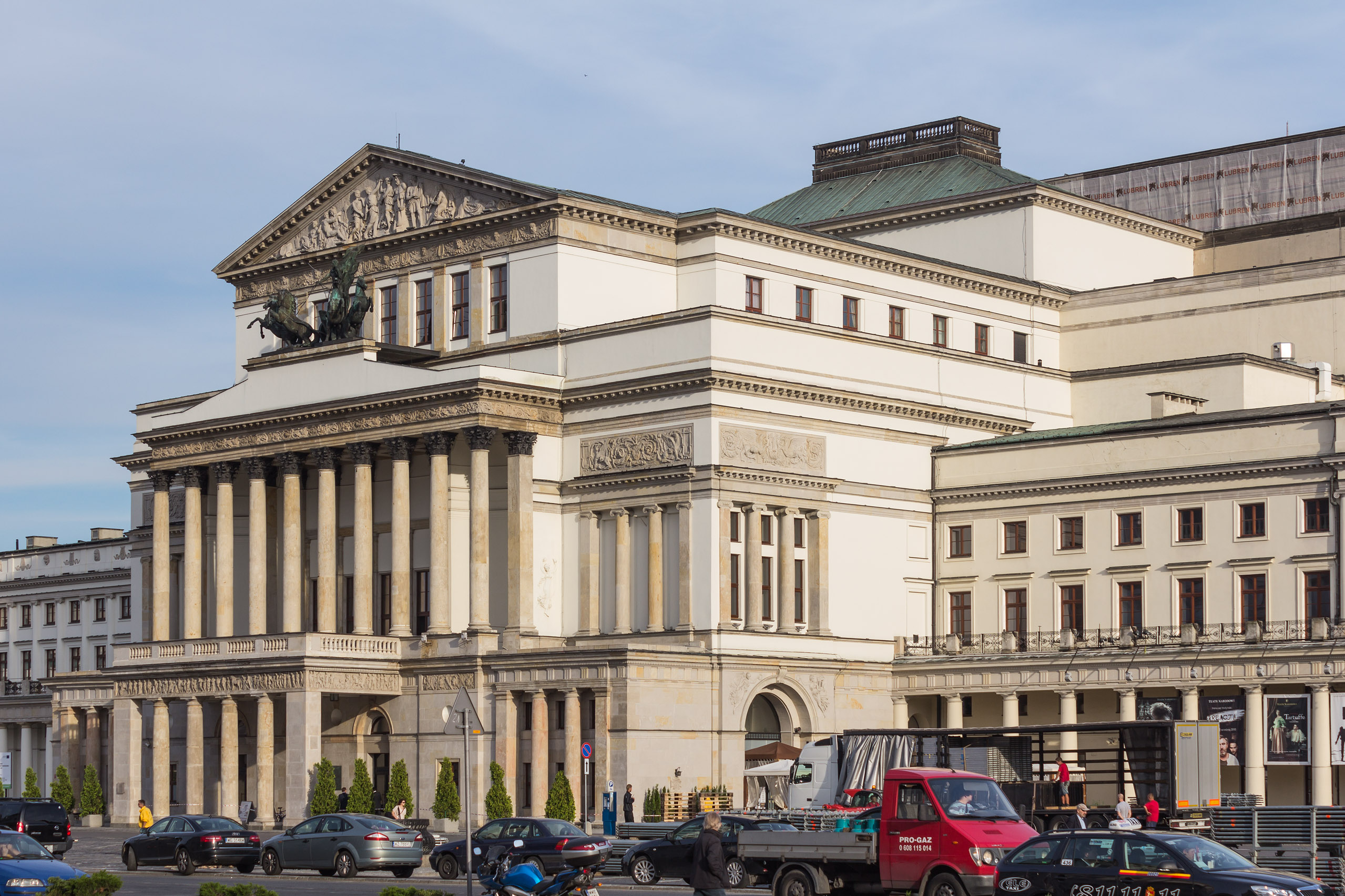
Opera Narodowa w Warszawie

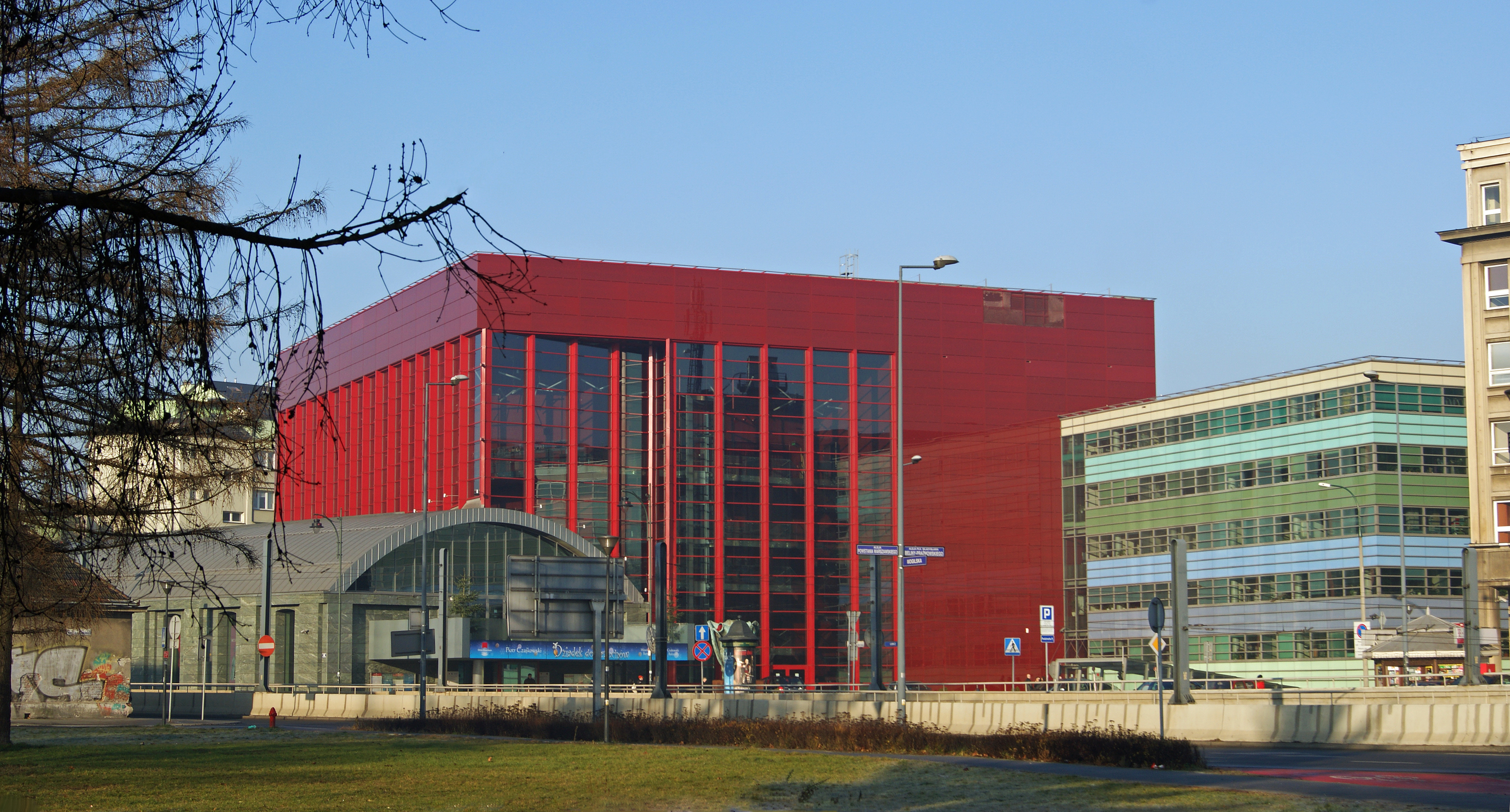
Opera Krakowska

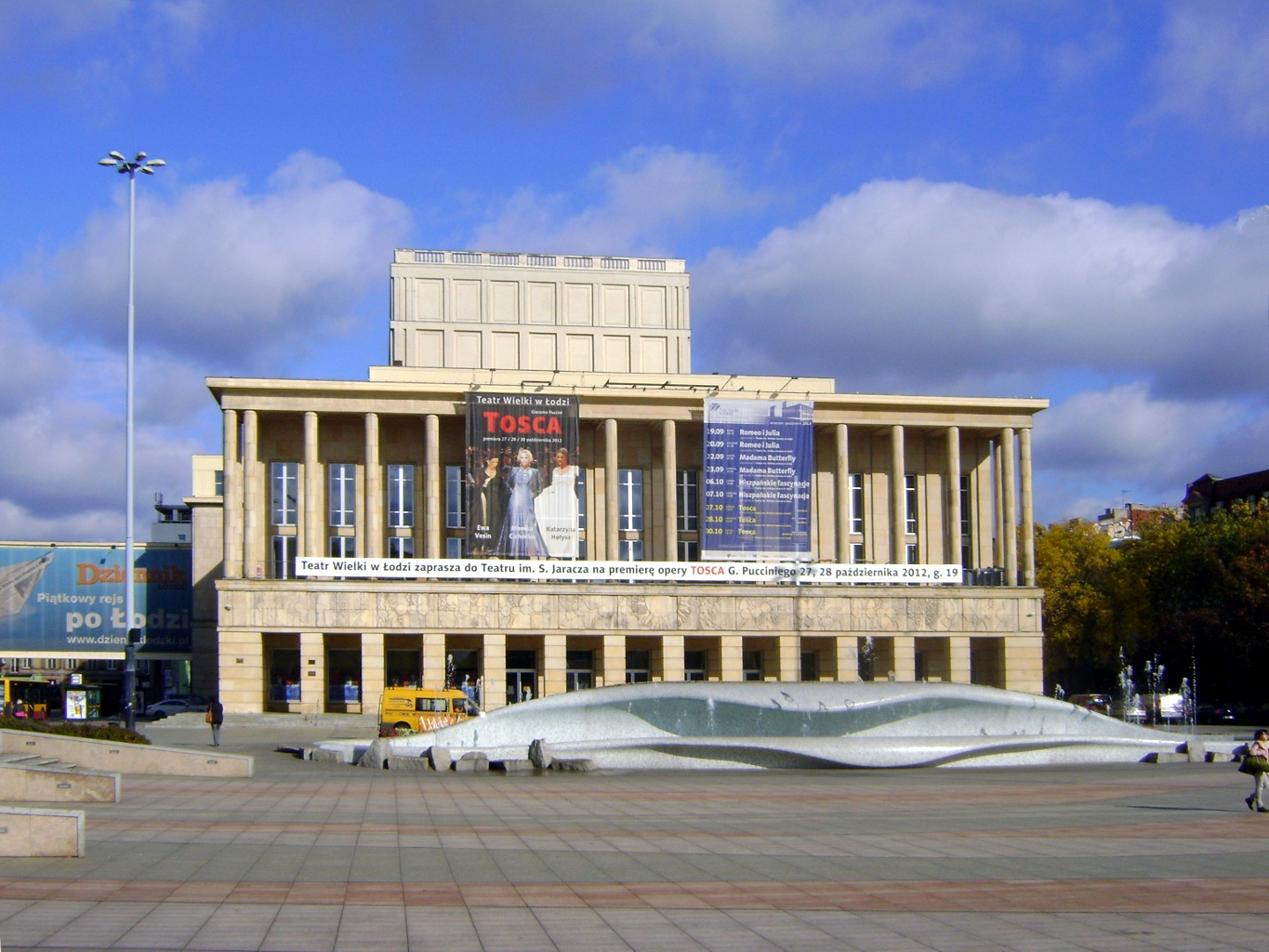
Teatr Wielki w Łodzi

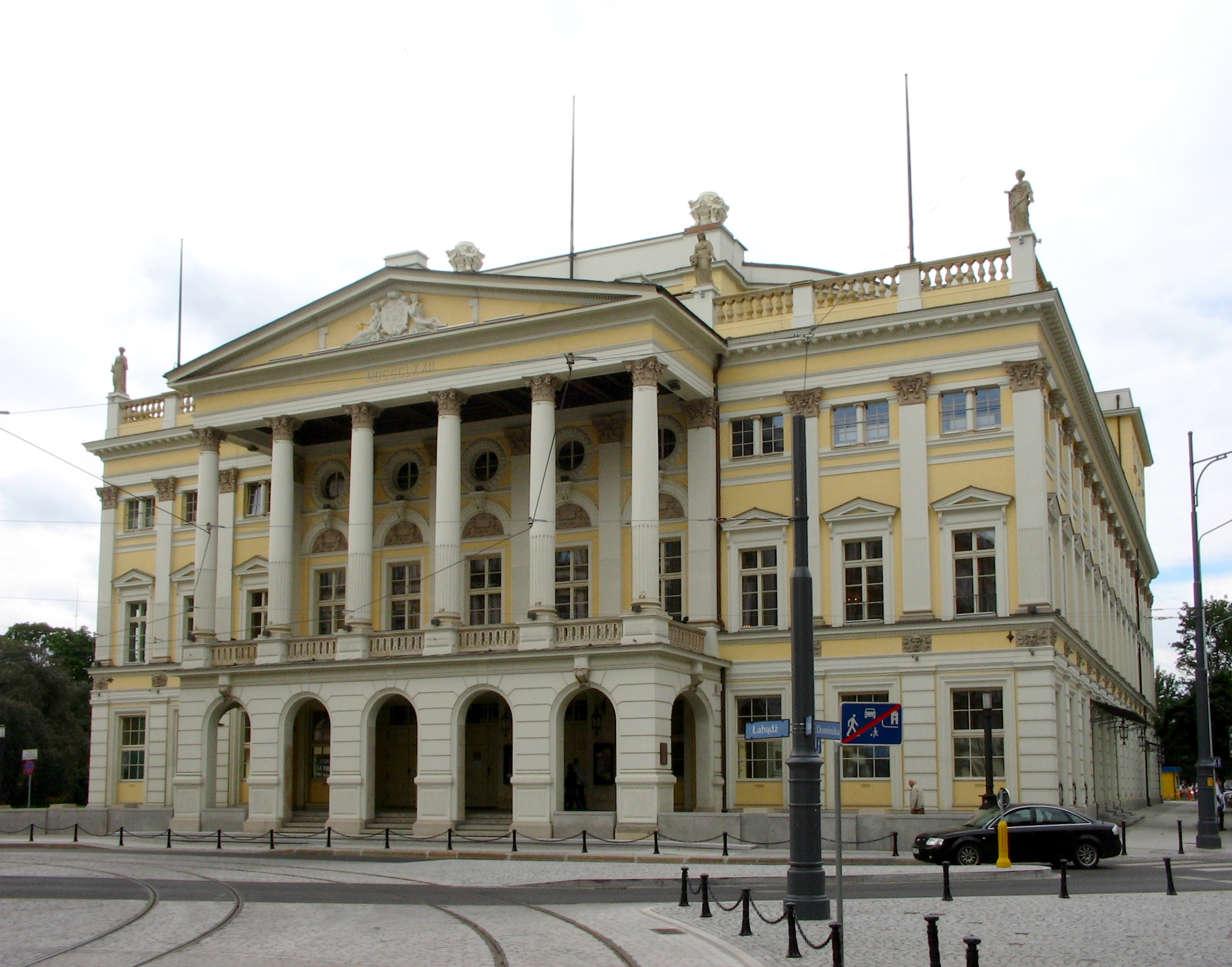
Opera Wrocławska

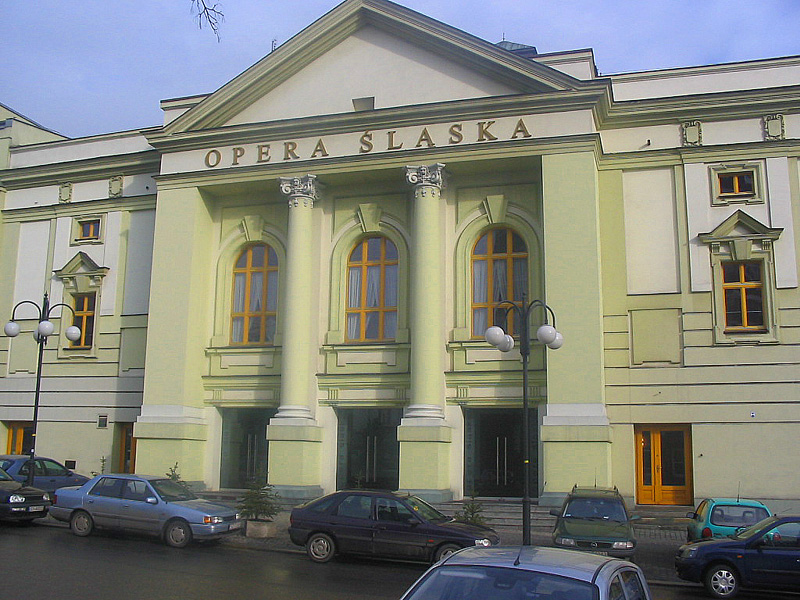
Opera Śląska w Bytomiu

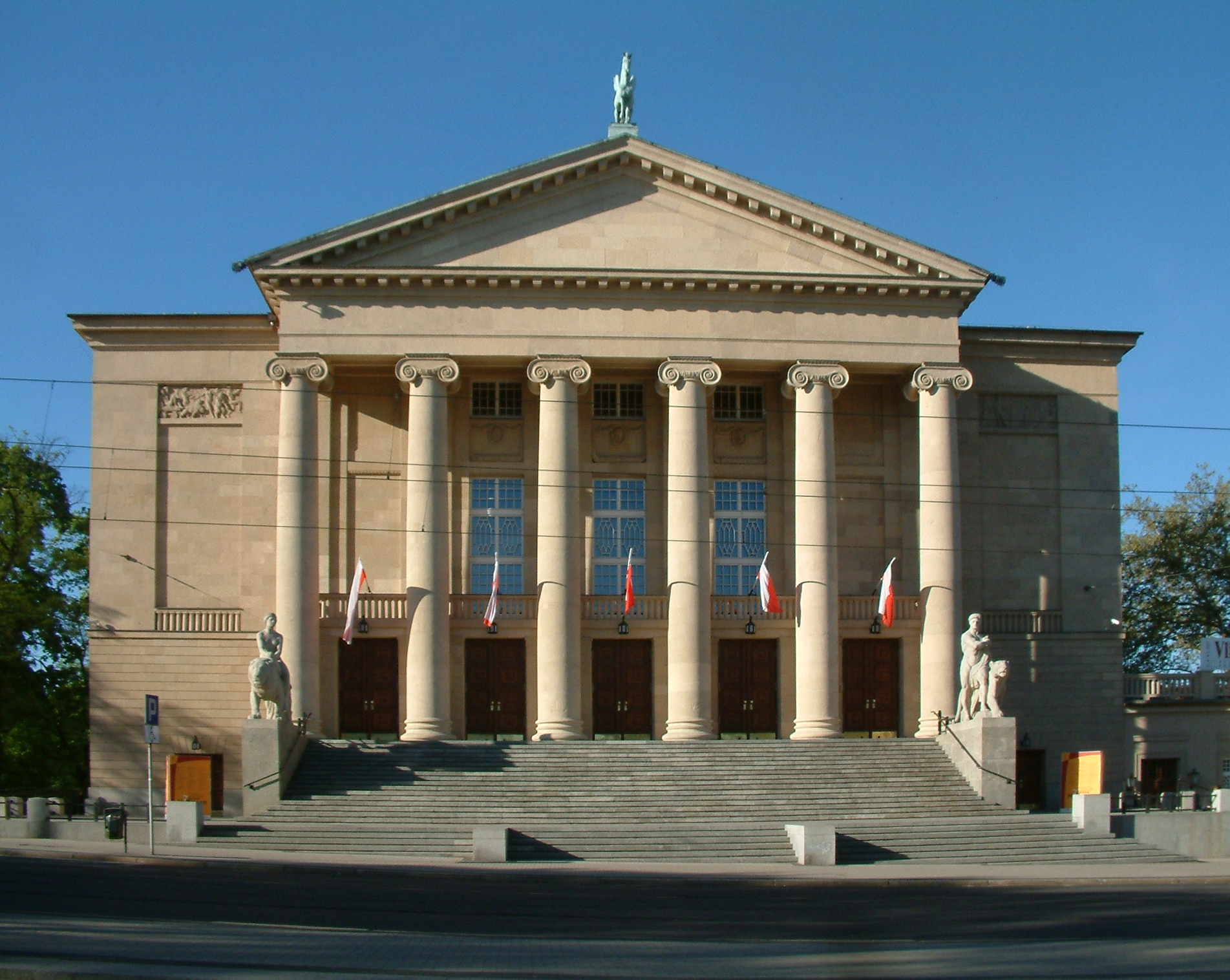
Opera Poznańska

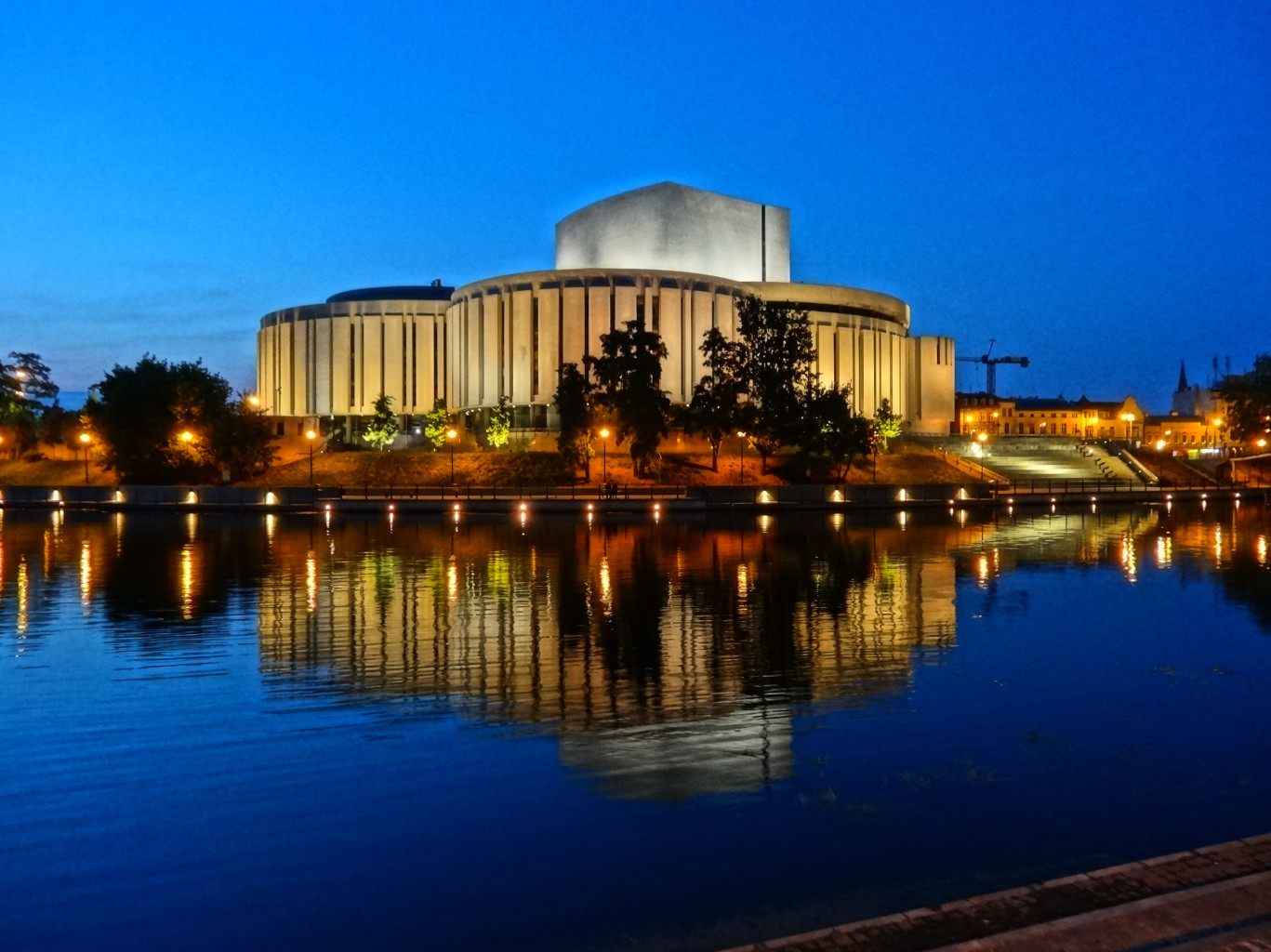
Opera Nova w Bydgoszczy

W Polsce repertuar operowy wystawiany jest w 13 teatrach operowych.

## Polskie teatry operowe
- Teatr Wielki w Warszawie – Opera Narodowa
- Opera i Filharmonia Podlaska
- Warszawska Opera Kameralna
- Teatr Wielki w Łodzi
- Teatr Wielki im. Stanisława Moniuszki w Poznaniu
- Opera Krakowska
- Opera Śląska w Bytomiu
- Opera Bałtycka w Gdańsku
- Opera Wrocławska (d. Opera Dolnośląska)
- Opera na Zamku w Szczecinie
- Opera Nova w Bydgoszczy
- Krakowska Opera Kameralna
- Polska Opera Królewska (Warszawa)
- Opera Lubelska

## Byłe sceny operowe

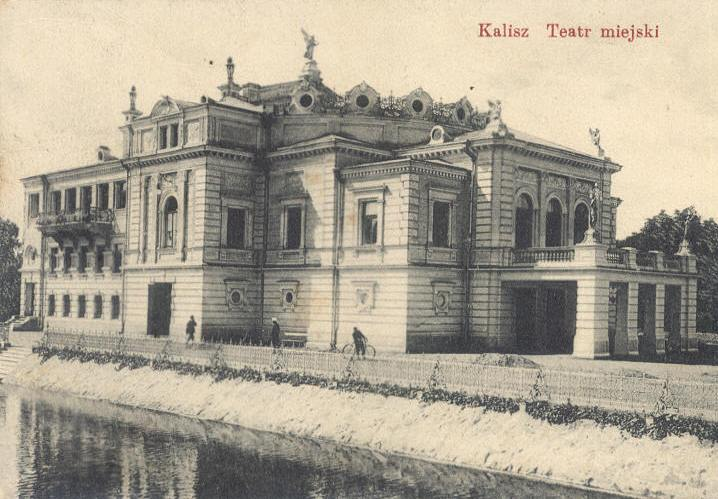
Teatr Miejski w Kaliszu, przed 1914

- Teatr Miejski w Kaliszu, obecnie Teatr im. Wojciecha Bogusławskiego w Kaliszu
- Teatr operowy w Zielonej Górze, obecnie Lubuski Teatr im. L. Kruczkowskiego w Zielonej Górze
- Teatr Miejski w Nysie
- Teatr Miejski w Opolu
- Teatr Miejski w Głogowie
- Teatr Miejski w Legnicy
- Teatr Miejski w Świdnicy
- Teatr Miejski w Bielsku-Białej, obecnie Teatr Polski w Bielsku-Białej